# Catharina Elmsäter-Svärd
Catharina Elmsäter-Svärd (ur. 23 listopada 1965 w Södertälje) – szwedzka polityk i samorządowiec, od 2010 do 2014 minister infrastruktury.

## Życiorys
Kształciła się w zakresie przedsiębiorczości i zarządzania na studiach w Sztokholmie. Pracowała jako doradca ds. sprzedaży i menedżer w hotelu. Od pierwszej połowy lat 80. związana z Umiarkowaną Partią Koalicyjną. Od 1994 przez trzy lata przewodniczyła partyjnemu klubowi radnych w Södertälje.
W latach 1997–2008 sprawowała mandat posłanki do Riksdagu. W szwedzkim parlamencie m.in. kierowała komisją środowiska i rolnictwa (od 2003), a następnie (od 2006) komisją zatrudnienia. W 2008 odeszła z parlamentu, obejmując funkcję komisarza ds. finansów w administracji regionu sztokholmskiego. Po wyborach krajowych w 2010 weszła w skład zrekonstruowanego rządu Fredrika Reinfeldta, zastępując Åsę Torstensson na stanowisku ministra infrastruktury. Zakończyła urzędowanie w 2014, zasiadając w tym samym roku ponownie w parlamencie. Zrezygnowała z tej funkcji jeszcze w tym samym roku, wycofując się z działalności politycznej. W czerwcu 2015 została prezesem klubu hokejowego Södertälje SK.
Odznaczona Krzyżem Wielkim Orderu Zasługi Rzeczypospolitej Polskiej (2011).